# John Wark
John Wark (Glasgow, 4 agosto 1957) è un ex calciatore britannico, di ruolo centrocampista o attaccante.
Fece parte della leva di giovani che portarono l'Ipswich Town degli anni 70 a vincere una Coppa d'Inghilterra e una Coppa UEFA, prima di passare al Liverpool. Fu anche centravanti della nazionale scozzese, con la quale prese parte al campionato del mondo 1982 in Spagna.
Nel 1981 interpretò il soldato-calciatore inglese Arthur Hayes nel film Fuga per la vittoria.

## Carriera

### Club
A scoprire il giovane John fu il talent scout George Findlay, che lo portò all'Ipswich Town dopo un fallito provino a Manchester. Era il 1975, e Wark aveva 18 anni. Il suo debutto ufficiale cadde il 27 marzo, in una gara di FA Cup, nello 0-0 contro il Leeds Utd. Nella sua prima e più duratura esperienza ad Ipswich, protrattasi fino al marzo 1984, disputò 296 gare e andò a rete 96 volte.

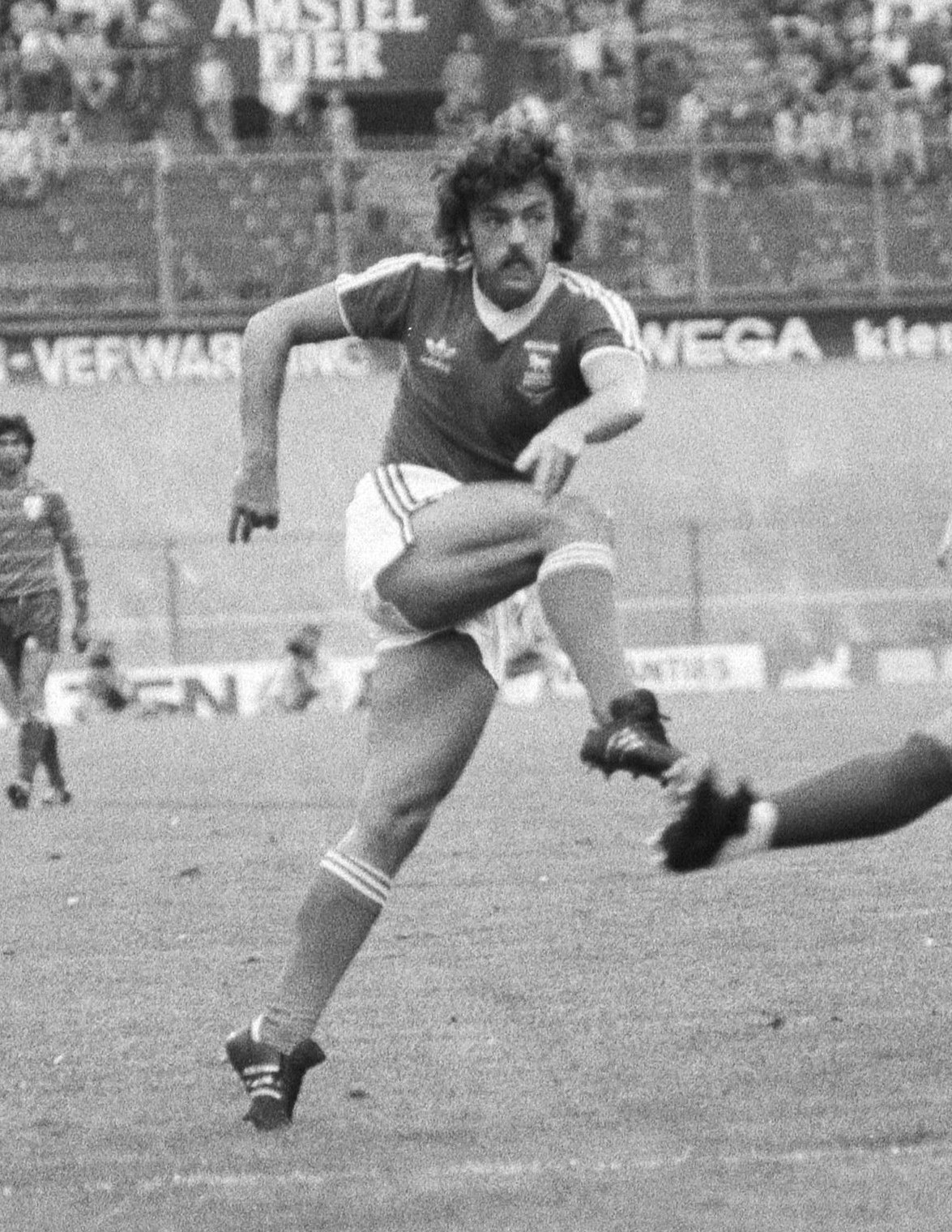
Wark all'Ipswich Town nel 1981

Passò poi al Liverpool di Ian Rush, dove giocò fino al 1988, collezionando 70 presenze; un infortunio patito nel marzo 1986 gli concesse solo 12 partite nella successiva stagione 1986-1987. Coi Red andò a segno per 28 volte. Negli anni a Liverpool fu tra gli atleti che, il 29 maggio 1985, presero parte alla finale dell'Heysel.
Tornò quindi ad Ipswich, giocando due stagioni in maglia Blues e segnando altri 23 gol in 89 gare. Seguì una breve esperienza, ormai trentaquattrenne, al Middlesbrough, nell'annata 1990-1991, in cui mise a referto 32 presenze e 2 reti.
Infine chiuse la carriera con un terzo e ultimo ritorno all'Ipswich Town, dal 1991 al 1997, con all'attivo 164 gare e 18 gol.

### Nazionale
Il suo debutto con la nazionale scozzese risale al 19 maggio 1979, quando il selezionatore Jock Stein lo convocò per la gara contro il Galles. Una settimana dopo arrivò il primo gol, nella sconfitta 3-1 contro l'Inghilterra a Wembley.
Fu tra i convocati per il campionato del mondo 1982, giocando per la Tartan Army fino al 1984. Un infortunio occorsogli a Liverpool gli impedì di prendere parte al campionato del mondo 1986.

## Palmarès

### Club

#### Competizioni giovanili
- FA Youth Cup: 1

Ipswich Town: 1974-1975

#### Competizioni nazionali
- Coppa d'Inghilterra: 2

Ipswich Town: 1977-78
Liverpool: 1985-86
- Campionato inglese: 2

Liverpool: 1985-1986, 1987-1988
- Charity Shield: 1

Liverpool: 1986
- Campionato inglese di seconda divisione: 1

Ipswich Town: 1991-1992

#### Competizioni internazionali
- Coppa UEFA: 1

Ipswich Town: 1980-1981

### Individuale
- Capocannoniere della Coppa UEFA: 1

1980-1981 (14 gol)
- Giocatore dell'anno della PFA: 1

1981
- Trofeo Bravo: 1

1981